# Ophiorosellinia
Ophiorosellinia is een geslacht van schimmels dat behoort tot de orde Xylariales. De typesoort is Ophiorosellinia costaricensis.